# Dialium polyanthum
Dialium polyanthum är en ärtväxtart som beskrevs av Hermann August Theodor Harms. Dialium polyanthum ingår i släktet Dialium och familjen ärtväxter. Inga underarter finns listade i Catalogue of Life.